# Reno de Hondt
Reno de Hondt (* 6. Oktober 1995 in Tilburg) ist ein niederländischer Eishockeyspieler, der seit 2014 erneut bei den Tilburg Trappers unter Vertrag steht und mit dem Klub seit 2015 in der deutschen Oberliga Nord spielt.

## Karriere

### Clubs
Reno de Hondt begann seine Karriere als Eishockeyspieler bei den Tilburg Trappers aus seiner Geburtsstadt, für deren zweite Mannschaft er bereits als 15-Jähriger in der Eerste divisie, der zweithöchsten niederländischen Spielklasse, debütierte. Von 2013 bis 2015 spielte er, nur unterbrochen durch drei Spiele für die U18 der Malmö Redhawks, bei den Eindhoven Hightechs ebenfalls in der Eerste divisie. 2013 zog es ihn nach Übersee, wo er eine Spielzeit bei den Flint junior Generals aus der North American Tier III Hockey League (NA3HL) verbrachte. 2014 kehrte er zu seinem Stammverein nach Tilburg zurück und gewann 2015 mit dem Team das Double aus Pokalsieg und Meisterschaft. Anschließend wechselte er mit den Trappers in die deutsche Oberliga Nord und wurde 2016, 2017 und 2018 deutscher Oberligameister.

### International
Für die Niederlande nahm de Hondt an den Spielen der U18-Weltmeisterschaften in der Division II 2012, als er zum besten Spieler seiner Mannschaft gewählt wurde, und 2013 sowie den U20-Junioren-Weltmeisterschaften 2013, 2014 und 2015 ebenfalls in der Division II teil.
Für die Herren-Nationalmannschaft debütierte er bei der 2016 ausgetragenen Olympiaqualifikation für die Winterspiele in Pyeongchang 2018. Anschließend spielte er bei der Weltmeisterschaft 2018 in der Division II, als den Oranjes der Aufstieg in die Division I gelang, in der er dann bei der Weltmeisterschaft 2019 spielte. Zudem vertrat er seine Farben bei der Olympiaqualifikation für die Winterspiele in Peking 2022.

## Erfolge und Auszeichnungen
- 2013 Aufstieg in die Division II, Gruppe A, bei der U18-Weltmeisterschaft der Division II, Gruppe B
- 2015 Niederländischer Meister und Pokalsieger mit den Tilburg Trappers
- 2016 Deutscher Oberligameister mit den Tilburg Trappers
- 2017 Deutscher Oberligameister mit den Tilburg Trappers
- 2018 Aufstieg in die Division I, Gruppe B, bei der Weltmeisterschaft der Division II, Gruppe A
- 2018 Deutscher Oberligameister mit den Tilburg Trappers